# تکیه هوتک
تکیه هوتک مربوط به سده‌های متاخر دوران‌های تاریخی پس از اسلام ۱۰۰–۱۵۰ سال است و در شهرستان کرمان، بخش چترود، دهستان کویرات، روستای هوتک، خیابان امام حسین، جنب تکیه نوساز امام حسین واقع شده و این اثر در تاریخ ۱۸ اسفند ۱۳۸۷ با شمارهٔ ثبت ۲۵۳۰۸ به‌عنوان یکی از آثار ملی ایران به ثبت رسیده است.